# Гвинейский конституционный референдум (2001)
Конституционный референдум в Гвинее был проведён 11 ноября 2001 года. Он касался одобрения новой Конституции Гвинеи, которая снимала ограничения на количество сроков президентства и увеличивала продолжительность срока с 5 до 7 лет. Конституция была одобрена 98,36 % голосов. Несмотря на призыв оппозиции бойкотировать референдум, явка составила 87,2 %.
В результате референдума президент Лансана Конте получил возможность избираться неограниченное количество раз, что ещё более обострило его отношения с оппозицией.

## Результаты
| Да или нет               | Голосов   | Процент  |
| ------------------------ | --------- | -------- |
| Да                       | 3 644 653 | 98,36 %  |
| Нет                      | 60 769    | 1,64 %   |
| Недействительных голосов | 52 968    | — %      |
| Всего голосов            | 3 758 390 | 100,00 % |
| Явка                     | 87,2 %    | 87,2 %   |